# Munkácsi görögkatolikus püspökök listája
Az alábbi lista a Munkácsi görögkatolikus egyházmegye püspökeinek sorrendjét tartalmazza.

## A püspökök listája
| Név               | Hivatali idő | Megjegyzések |
| ----------------- | ------------ | --- |
| Bradács János     | 1768–1772    | apostoli vikárius, rítushelynök (1768–1771), megyéspüspök (1771–1772) |
| Bacsinszky András | 1772–1809    | |
| Üresedés          | 1809–1816    | |
| Pócsi Elek        | 1816–1831    | |
| Üresedés          | 1831–1837    | |
| Popovics Vazul    | 1837–1864    | |
| Üresedés          | 1864–1866    | |
| Pankovics István  | 1866–1874    | |
| Kovách János      | 1874–1891    | |
| Firczák Gyula     | 1891–1912    | |
| Papp Antal        | 1912–1924    | |
| Gebé Péter        | 1924–1932    | |
| Sztojka Sándor    | 1932–1944    | |
| Romzsa Tódor      | 1944–1947    | - Orosz Péter titokban szentelt segédpüspök (1944–1953) |
| Üresedés          | 1947–1983    | Szabó Konstantin 1977–1982 titokban szentelt apostoli adminisztrátor |
| Szemedi János     | 1983–2002    | titokban szentelt püspök (1983–1991), majd megyéspüspök (1991–2002), 2020-ben lemondott a hivataláról - Dzsudzsár György segédpüspök (2001–2003), 2003-tól szerbia-montenegrói, 2013-tól szerbiai exarcha, 2018-tól bácskeresztúri püspök (mindhárom cím ugyanazt a bácskeresztúri püspöki széket jelenti) |
| Üresedés          | 2002–2003    | |
| Milan Šašik       | 2003–2020    | munkácsi görögkatolikus apostoli adminisztrátor: 2002. november 12., munkácsi görögkatolikus püspök: 2003. január 6., munkácsi görögkatolikus megyéspüspök: 2010. március 17. |
| Üresedés          | 2020–2024    | Nyil Luscsak 2020–2024 munkácsi görögkatolikus segédpüspök: 2012. november 19., 2020. július 20-tól 2024. május 8-ig apostoli kormányzó |
| Teodor Macapula   | 2024–        | 2024. május 8.–hivatalban |

## Fordítás
Ez a szócikk részben vagy egészben  a(z)   Мукачівська греко-католицька єпархія című ukrán Wikipédia-szócikk fordításán alapul.  Az eredeti cikk szerkesztőit annak laptörténete sorolja fel. Ez a jelzés csupán a megfogalmazás eredetét és a szerzői jogokat jelzi, nem szolgál a cikkben szereplő információk forrásmegjelöléseként.